# Моцано (Парма)
Моцано је насеље у Италији у округу Парма, региону Емилија-Ромања.
Према процени из 2011. у насељу је живело 72 становника. Насеље се налази на надморској висини од 601 м.